# バッタもん

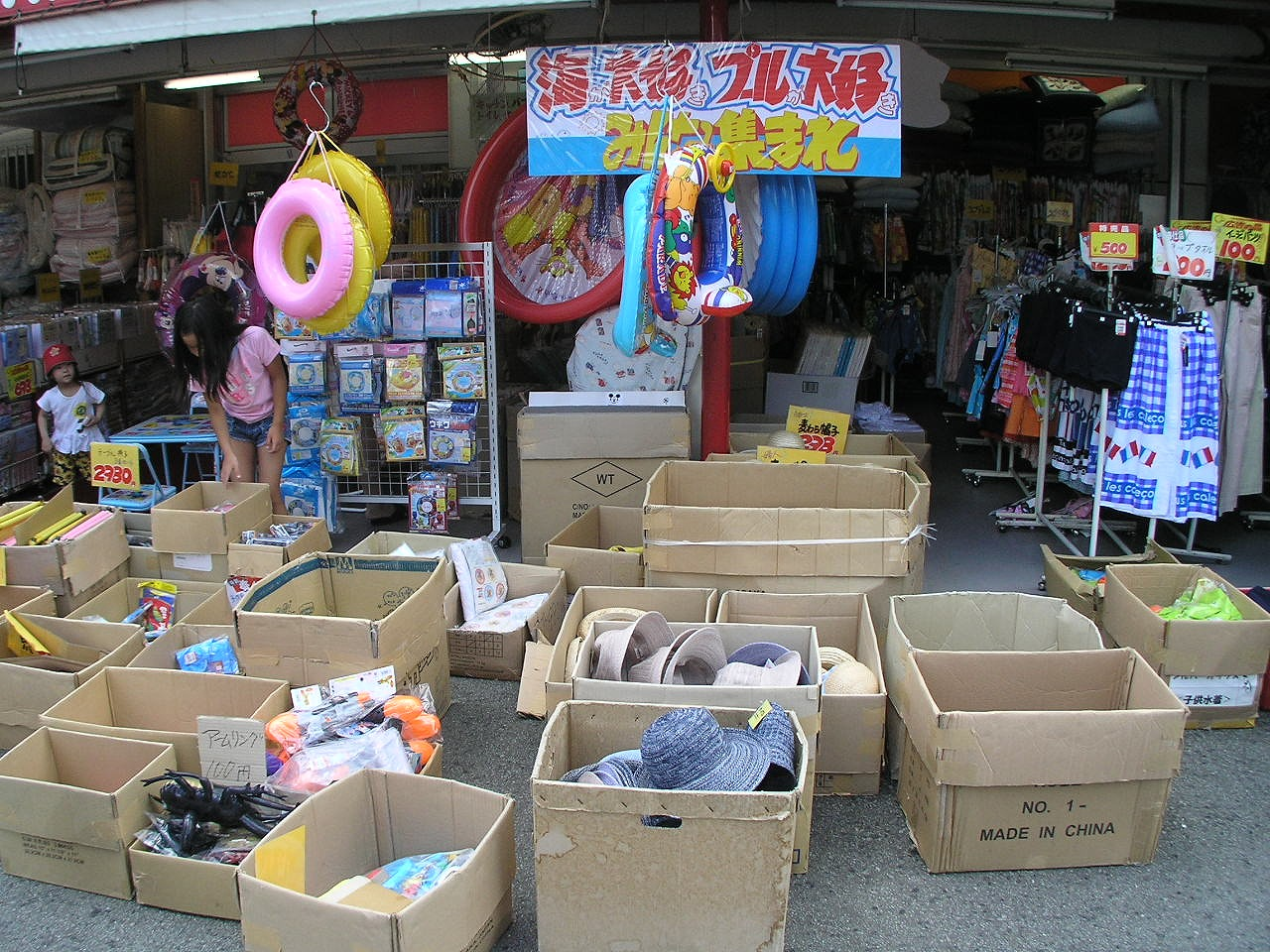
様々な品が無造作に置かれるバッタ屋の店頭

バッタもんとは、「正規の流通ルートで仕入れたものではない正規品」場合によっては「偽物の商品」のこと。
元来「バッタもん」には「偽物の商品」という意味は無かった。
商品自体は正規品であるが、期限切れもしくは期限切れ間近の商品、使用に支障はないが包装の外観が劣化したB級品や棚崩れ品、企業倒産により流れる倒産品など、正規の流通ルートでは売りさばきにくい商品が多く、格安で売られることが多い。主に近畿地方で言われる。関西以外の地方ではバッタ品と言う。この場合の「もん」とは「物」（もの、物品）のことを指す。
販売者、製造者が安売りを意図して特別な販売方法を取る場合は「バッタもん」とは呼ばない。特別な日だけに放出する「クリアランスセール」、「バーゲン」や別の場所や通販で販売する「アウトレット」などと呼ばれる。
現在では、「偽物の商品」も「バッタもん」と呼ばれる。特にヤフオクなどの通販・フリーマーケットなどのサイトでは、大手メーカーの名前を騙る偽ブランドの家電やスマホなどが販売される例も少なくない。そのため日本の消費者庁などは、「極端に価格が格安であったり、振り込み先口座の名義がサイト上に表示された企業と異なっていると、偽物である可能性が高い」として、注意喚起をしている。中には商品の不配や、実際とは全く違う商品が届いたといった相談も消費生活センターから寄せられ、その多くは中華人民共和国から発送されたものだとされる。中にはAndroidのセキュリティーパッチやバージョンが極端に古すぎるスマートフォンやタブレットパソコンなども散見される。
なお、近畿地方では「偽物の商品」を「パチもん」、あるいは「パッチもん」（一部主婦層では「イミテーション」）とも呼ぶ。
また、ディスカウントストアやホームセンターで売っているアニソンカバー集のCDやカセットテープに収録されたアニソンカバーがクオリティーが低いとして、「パチもんアニソン」と呼ぶ者がいる。

## 語源
もともとは、古道具などを売買する商人の隠語だったといわれる。「バッタ」の語源はいくつかの説がある。
1. 不況などでバタバタと倒産した商店の物品を、一括で大量に安く買う業者を「バッタ屋」といい、その商品を売ることから「バッタもん」と言うようになった。
2. バナナ売りなどの露天商が、ハリセンで商板（棚）を「バシバシ」と叩く擬音から。
3. 道端で拾ってきたような物を売ることから。
4. 行き当たりばったり、あるいは場当たり的に生きている人が、手に入れてきた物を安く売ることから[4]。
5. バタバタと勢いよく落ちる様子を「バッタ」、「ばったり」といい、その擬態語から。
6. 戦後、昆虫のバッタの様にあちこちに店を移転する、もしくは商品を他の店へ次々と移動させる様から、倒産品等を扱うお店を「バッタ屋」と呼び、そのお店が扱う商品だから「バッタもん」と呼ぶ。